# Hegyesd
Hegyesd is een plaats (község) en gemeente in het Hongaarse comitaat Veszprém. Hegyesd telt 179 inwoners (2001).